# Derek Tsang
Pour les articles homonymes, voir Tsang.
Kwok Cheung Tsang (chinois : 曾國祥 ; pinyin : Céng Guóxiáng), dit Derek Tsang, né le 8 novembre 1979 dans le xian de Wuhua, est un acteur et réalisateur hongkongais.

## Filmographie sélective

### Acteur
- 2005 : A.V.
- 2012 : The Thieves
- 2014 : Z Storm
- 2015 : From Vegas to Macau 2
- 2016 : From Vegas to Macau 3
- 2016 : S Storm

### Réalisateur
- 2010 : Lover's Discourse
- 2016 : Soul Mate
- 2019 : Shaonian de ni (Better Days)
- 2024 : Le Problème à trois corps (épisodes 1 et 2)

## Prix
- Hong Kong Film Awards 2020[1]
  - Meilleur film
  - Meilleur réalisateur